# Süleyman Atlı
Süleyman Atlı, född 27 juli 1994, är en turkisk brottare som tävlar i fristil.

## Karriär
Atlı tävlade för Turkiet vid olympiska sommarspelen 2016 i Rio de Janeiro, där han blev utslagen i den andra omgången i 57 kg-klassen. 2017 tog Atlı brons vid EM i Novi Sad. Följande år tog han brons vid VM i Budapest. 2019 tog Atlı guld vid EM i Bukarest, silver vid VM i Nur-Sultan och brons vid Europeiska spelen i Minsk.
2020 tog Atlı silver vid EM i Rom. Vid olympiska sommarspelen 2020 i Tokyo blev han utslagen i åttondelsfinalen i 57 kg-klassen. 2021 tog Atlı guld vid EM i Warszawa.